# Центральная Карская возвышенность
Центральная Карская возвышенность (Центральнокарская возвышенность, Центральное Карское плато) — возвышенность на севере Карского моря.

## География
Состоит из плосковершинных возвышенностей (преобладающие глубины 20—60 метров), сниженных ступеней (глубины 100—120 метров) и узких депрессий различной ориентировки (глубины до 200 метров).
Простирается в меридиональном направлении, разделяя троги Святой Анны на западе и Воронина на востоке. Проходит от острова Ушакова на севере до острова Уединения на юге. Посередине расположен остров Визе. Глубина — 72—270 метров.